# یهودیان جهان اسلام
یهودیان جهان اسلام (انگلیسی: The Jews of Islam)، نوشته شده توسط مورخ و محقق خاورمیانه برنارد لوئیس. این کتاب مروری جامع از تاریخ و وضعیت عصر طلایی فرهنگ یهودی در اسپانیا (در تقابل با یهودیان جهان مسیحیت) ارائه می‌کند. با این حال، فصل اول، اسلام و ادیان دیگر، دامنه وسیع‌تری دارد و چگونگی نگرش دوران طلایی اسلام به دیگری را توضیح می‌دهد.

## مطالب
- فصل اول اسلام و ادیان دیگر
- فصل دوم. سنت یهودی-اسلامی
- فصل سوم. اواخر قرون وسطی و اوایل دوره مدرن
- فصل چهارم. پایان سنت

## نقل قول‌ها
لوئیس خاطرنشان می‌کند که در سرزمین‌های اسلامی نسبت به یهودیان تحمل بیشتری نسبت به سرزمین‌های مسیحی وجود داشت. در مورد یهودیان در سرزمین‌های اسلامی می‌گوید:
به‌طور کلی قوم یهود مجاز به انجام دین و زندگی بر اساس قوانین و کتاب مقدس جامعه خود بودند. بعلاوه، محدودیت‌هایی که آنها مشمول آن بودند، جنبه اجتماعی و نمادین داشتند تا ملموس و عملی. به عبارت دیگر، این مقررات در خدمت تعریف روابط بین دو جامعه بود و نه برای سرکوب جمعیت یهودی.

نویسنده همچنین ادعا می‌کند:
 «برای مسیحیان و مسلمانان به طور یکسان، مدارا یک فضیلت جدید است، عدم مدارا یک جنایت جدید. در بخش بزرگی از تاریخ هر دو جامعه، تساهل ارزشی قائل نبوده و عدم مدارا محکوم نشده است. تا زمان نسبتاً مدرن، اروپای مسیحی نه به خود تساهل و تساهل نمی‌دانست، و از نبود آن در دیگران آزرده خاطر نمی‌شد، اتهامی که همیشه علیه اسلام مطرح می‌شد، این نبود که آموزه‌های آن با زور و طبیعی و عادی تلقی می‌شدند، بلکه این بود که آموزه‌های آن نادرست بود.» 

## بررسی‌ها
- Stillman, Norman A. (October 1984). "Peaceful Coexistence". The New York Review of Books. 31 (16). Retrieved 2006-08-10.
- Schroeter, Daniel J. (November 1989). "The Jews of Islam, Review". International Journal of Middle East Studies. 21 (4).
- Patai, Raphael (June 1985). "Untitled review". The American Historical Review. 90 (3). doi:10.1086/ahr/90.3.743.